# Domingo Manrique
Domingo Manrique, né le 24 février 1962 à Las Palmas de Gran Canaria, est un skipper espagnol.

## Carrière
Domingo Manrique participe aux Jeux olympiques d'été de 1992 à Barcelone et remporte la médaille d'or dans la catégorie du Flying Dutchman.